# Relaciones Chile-Nueva Zelanda
Las relaciones Chile-Nueva Zelanda se refiere a las relaciones internacionales establecidas entre la República de Chile y Nueva Zelanda. 
Ambas naciones se encuentran ubicadas en el hemisferio Sur, separadas de un extremo a otro de sus costas al océano Pacífico, en perpendicular de sus paralelos, ubicándose Nueva Zelanda a la altura del sur de Chile, entre las regiones del Biobío y Aysén. Asimismo son Estados miembro del Foro de Cooperación Económica Asia-Pacífico (APEC).

## Historia

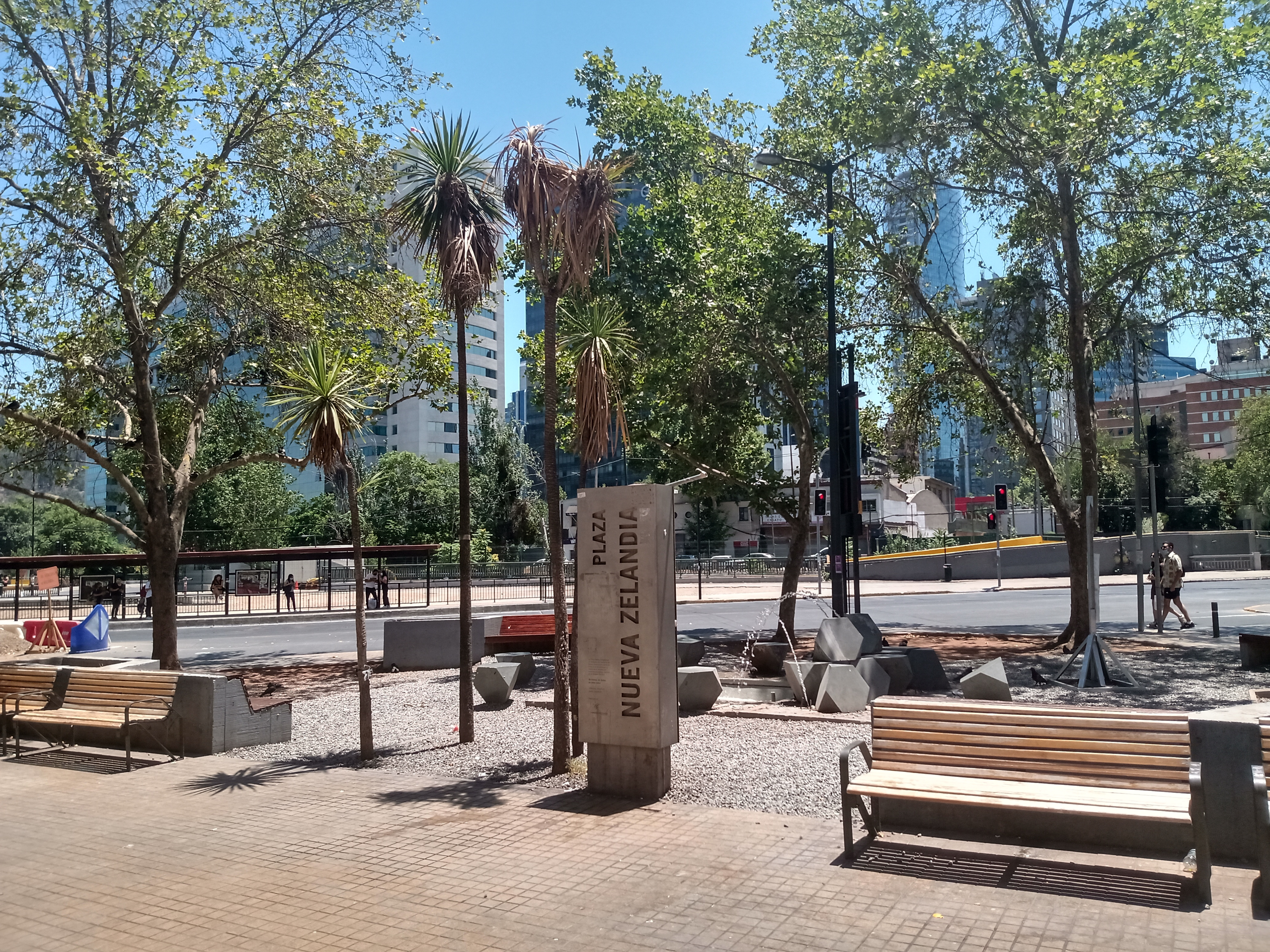
Plaza Nueva Zelandia de Providencia, en Santiago

Chile y Nueva Zelanda son dos naciones en las orillas del Pacífico Sur, separadas por más de 9.100 km de distancia. Ambas naciones establecieron relaciones diplomáticas en 1948 y se abrieron embajadas en las capitales de cada país en 1972, respectivamente. En 1973, el general chileno Augusto Pinochet tomó el poder en Chile después de un golpe de Estado contra el gobierno del expresidente chileno Salvador Allende. Durante la dictadura militar chilena, Nueva Zelanda no rompió relaciones con Chile. Como resultado, se llevaron a cabo varias protestas en los años 70 y 80 en Nueva Zelanda contra el gobierno neozelandés por mantener relaciones diplomáticas y comerciales con el régimen militar de Chile. A lo largo de la década de 1970, varios miles de refugiados chilenos huyeron de su país, principalmente a otros países latinoamericanos y a Europa. Durante ese período, más de 200 chilenos buscaron asilo político en Nueva Zelanda.
Desde el final de la dictadura militar en Chile, las relaciones entre los dos países han mejorado mucho. Ambas naciones tienen visas de vacaciones de trabajo y han visto varias visitas oficiales realizadas por presidentes, primeros ministros y funcionarios gubernamentales. En 1993, el presidente de Chile, Patricio Aylwin, realizó una visita oficial a Nueva Zelanda, convirtiéndose en el primer jefe de Estado latinoamericano en visitar el país. Ambas naciones trabajan juntas para combatir el cambio climático y mejorar la agricultura mundial y presionar a la comunidad internacional para ayudar a preservar la Antártida. En 2012, Nueva Zelanda recibió el estatus de Observador para la Alianza del Pacífico, un grupo regional que incluye a Chile, Colombia, México y Perú.
El 5 de diciembre de 2009 fue inaugurada la Plaza Nueva Zelandia en la comuna de Providencia, en Santiago, emplazada a un costado de la Gran Torre Santiago, siendo una donación del gobierno neozelandés al pueblo chileno por las conmemoraciones del Bicentenario de Chile.

## Visitas de alto nivel

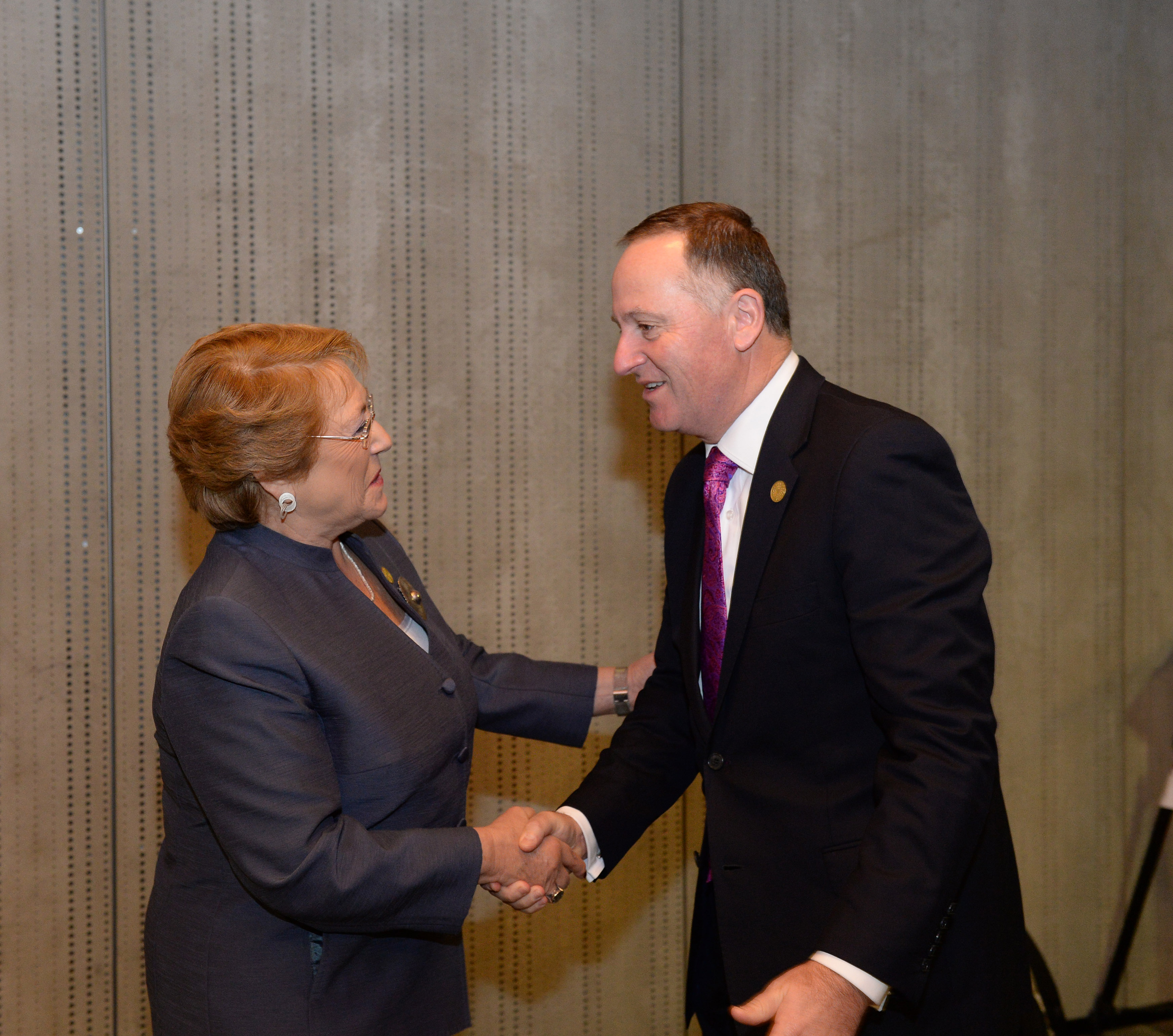
La presidenta chilena Michelle Bachelet junto al primer ministro neozelandés John Key en la cumbre APEC de Perú, en 2016.

Visitas de alto nivel de Chile a Nueva Zelanda
- Presidente Patricio Aylwin (1993)
- Presidente Eduardo Frei Ruiz-Tagle (1999)
- Presidente Ricardo Lagos (2000, 2004)
- Presidenta Michelle Bachelet (2006)
- Presidente Sebastián Piñera (2018)

Visitas de alto nivel de Nueva Zelanda a Chile
- Primera ministra Jenny Shipley (1999)
- Primera ministra Helen Clark (2000, 2004, 2006)
- Primer ministro John Key (2013)

## Relaciones económicas
Históricamente el intercambio comercial entre ambos países ha sido efectuado a través del comercio marítimo. En 2005, tanto Chile como Nueva Zelanda fueron países firmantes fundadores del Acuerdo Estratégico Transpacífico de Asociación Económica (P4). Adicionalmente, estos dos países comparten membresía en la Organización para la Cooperación y el Desarrollo Económicos (OCDE) y en el Grupo de Cairns, que busca la liberalización del comercio agrícola mundial.
En términos macroeconómicos, Chile exporta a Nueva Zelanda mayoritariamente madera y subproductos madereros, vino chileno y frutas (frambuesas y otras bayas); mientras que Nueva Zelanda exporta a Chile principalmente productos lácteos y subproductos derivados de la lactosa, semillas y maquinaria para uso agrícola y forestal. En 2023, el intercambio comercial entre ambos países ascendió a los 174 millones de dólares estadounidenses, lo que supuso un -3,9% de crecimiento promedio anual en los últimos cinco años. Los principales productos exportados por Chile fueron pasta química de madera, madera contrachapada de coníferas y arándanos congelados, mientras que Nueva Zelanda exportó mayoritariamente maquinaria agrícola, queso gouda y mantequilla.

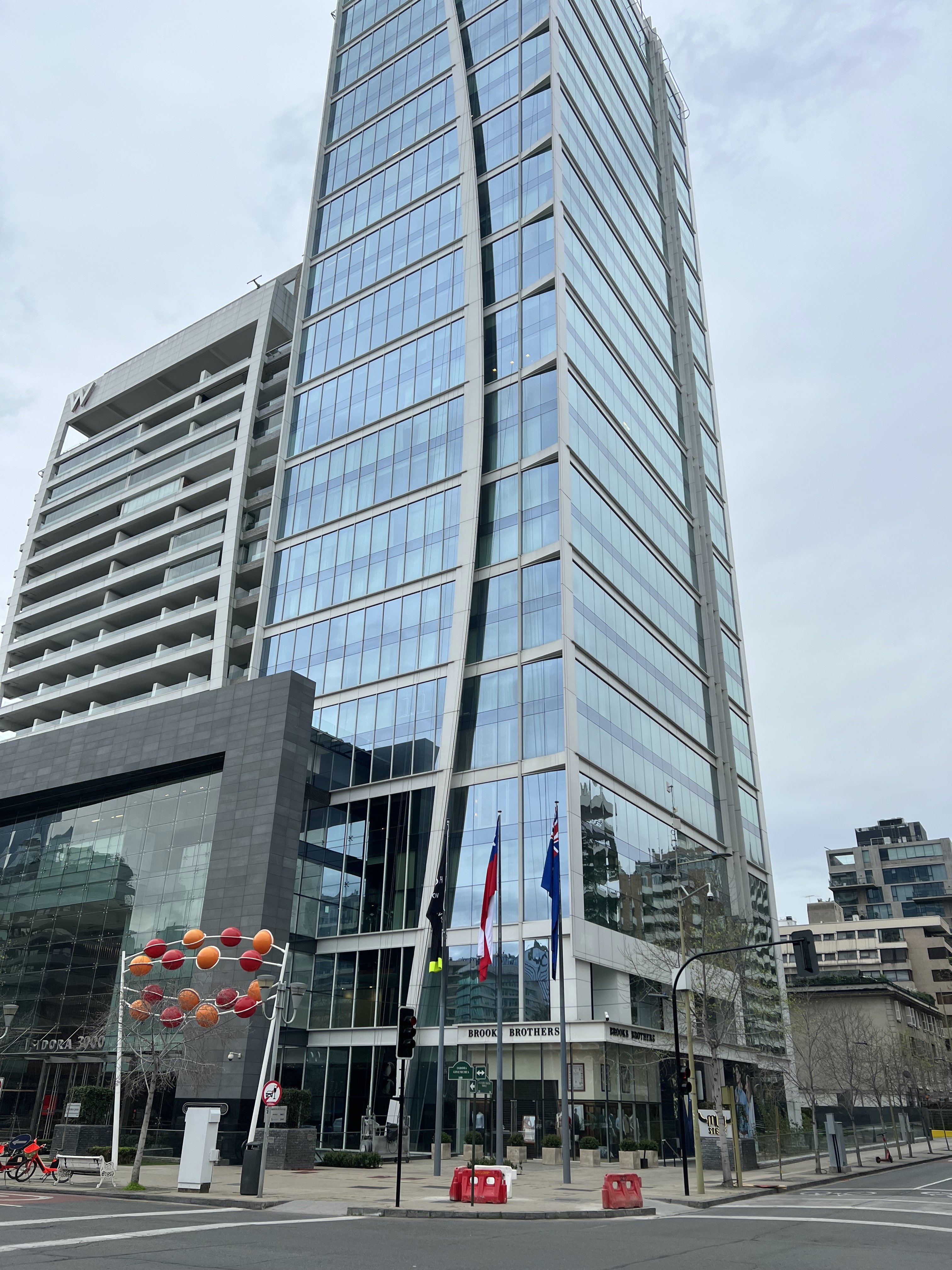
Edificio alojando a la Embajada de Nueva Zelanda en Santiago de Chile

En turismo, los ciudadanos chilenos y neozelandeses se encuentran liberados del requisito de visado para estancias temporales por un máximo de 90 días. La aerolínea chilena LATAM opera vuelos regulares entre Santiago de Chile y Auckland. Del mismo modo existen rutas de cruceros que dentro de sus itinerarios incluyen puertos chilenos (Valparaíso e Isla de Pascua principalmente) y neozelandeses.

## Misiones diplomáticas
Las primeras relaciones diplomáticas bilaterales se iniciaron en 1945 tras el término de la Segunda Guerra Mundial. En 1972 subió el nivel a embajadas.
- Chile tine una embajada en Wellington.[11]
- Nueva Zelanda tiene una embajada en Santiago de Chile.[12]